# Jang Jin-young
Jang Jin-young (coréen : 장진영 ; ou appelée Chang Jin-yeong ; 14 juin 1974 – 1er septembre 2009) est une actrice sud-coréenne. Son décès survient à la suite d'un long combat contre un cancer de l'estomac.
Jang commence sa carrière en tant que mannequin, et participe au concours de beauté Miss Corée en 1993 avant de se tourner vers une carrière d'actrice. Sa carrière comme actrice lancée en 1998, Jang est particulièrement bien accueillie par la presse spécialisée et est récompensée à de nombreuses reprises. Elle est sélectionnée deux fois aux Blue Dragon Film Awards dans la catégorie « Meilleure actrice », une fois en 2001 pour le film Sorum, et une seconde fois en 2003 pour le film Singles. En 2008, Jang est reconnue comme l'une des principales célébrités à hauts revenus dans l'industrie cinématographique coréenne, avec ₩400 millions par film.

## Carrière

### Débuts
Jang commence sa carrière en tant que mannequin, et représente la province de Chungcheongnam-do au concours de beauté Miss Corée de 1993. Décidant par la suite de devenir actrice et après avoir tourné dans quelques séries dramas coréennes, elle tourne pour la première fois dans un film fantastique Ghost in Love (en) en 1998. En 2000, elle fait son apparition dans le film Foul King de Kim Jee-woon, l'un des plus grands films à succès nationaux à cette période, et l'image poignante de Jang attire l'attention de la presse spécialisée, en particulier celle de Derek Elley du magazine Variety notant qu'elle « ressemble à une jeune fille légèrement romantique mais pas aussi fragile. »

### Succès
La carrière de Jang décolle lorsqu'elle acquiert, dans le film d'horreur Sorum (en), le rôle de Sun-yeong, une femme battue accro à la nicotine. Dans ce film, elle devait paraître physiquement affaiblie et fumait trois paquets de cigarettes par jour lors du tournage. Le film et la prestation de Jang sont très bien accueillis par la presse spécialisée, en particulier par Peter Y. Paik du journal The Film qui note : « [Jang] Jin-young est plus que convaincante dans son rôle de femme battue, et incarne à la fois la vulnérabilité et l'affaiblissement. » Jang remporte le prix de « Meilleure nouvelle actrice » aux Pusan Film Critics Awards, de « Nouvelle actrice » aux Blue Dragon Film Awards, et est également reconnue à l'international, dans de nombreux festivals européens.
En 2002, Jang joue aux côtés de Lee Jung-jae dans Over the Rainbow, un film dramatique dans lequel elle endosse le personnage d'une fille amnésique, et est bien accueillie sur Koreanfilm.org pour « vive performance. » L'année suivante, Jang apparaît aux côtés de Park Hae-il dans Scent of Love (en). Le film suivant qu'elle tourne en 2003 s'intitule Singles, inspirée de l'ouvrage Kamata Toshio. Singles est un succès. Jang remporte une nouvelle fois le Blue Dragon Film Award dans la catégorie « Meilleure actrice ».

## Décès
Le 22 septembre 2008, Jang est diagnostiquée d'un cancer de l'estomac. Il serait causé à cause de son rôle dans Scent of Love[pourquoi ?], dans lequel le personnage meurt tragiquement d'un cancer de l'estomac[incompréhensible]. Elle souffrait lorsqu'elle mangeait, mais pensait que c'était dû à un ulcère à l'estomac. Lors d'un entretien téléphonique avec la MBC le 29 novembre 2008, Jang confie au public être sous traitement médical et médicinal et que son état s'améliore. Cependant, sa condition continue à se détériorer et Jang est hospitalisée à Séoul, puis décède aux alentours de 16 h 4 le 1er septembre 2009.

## Filmographie

### Télévision
- 1997 : The Angel Within
- 1998 : Three Guys and Three Girls
- 1998 : Should Have a Good Heart : Lee Hyun-ji
- 1998 : Shy Lover : Kang Eun-hye
- 1998 : Fresh Son-ja's Tactics
- 1998 : Soonpoong Clinic : Jang Jin-young

### Cinéma
- 1998 : Ghost in Love (en) : Lee Young-eun
- 2000 : Foul King : Jang Min-young
- 2000 : Siren : Ye-rin
- 2001 : Sorum : Sun-yeong
- 2002 : Over the Rainbow : Kang Yeong-hie
- 2003 : Scent of Love : Min Hie-jae
- 2003 : Singles : Na-nan
- 2005 : Blue Swallow : Park Kyung-won
- 2006 : Between Love and Hate : Yeon-ah
- 2007 : Lobbyist : Maria

## Distinctions

### Récompenses
- 2001 : Pusan Film Critics Awards : Meilleure nouvelle actrice pour Sorum[7]
- 2001 : Blue Dragon Film Awards : Meilleure actrice pour Sorum[8]
- 2001 : Festival de Cine de Sitges : Meilleure actrice pour  Sorum[10]
- 2001 : Director's Cut Awards : Meilleure actrice pour  Sorum[16]
- 2002 : Fantasporto International Fantasy Film Award : Meilleure actrice pour Sorum[17]
- 2002 : Málaga International Week of Fantastic Cinema : Meilleure actrice pour Sorum[18]
- 2003 : Blue Dragon Film Awards : Meilleure actrice pour Singles[12]
- 2003 : Blue Dragon Film Awards : Record de popularité pour Singles[12]
- 2006 : Korean Film Awards : Meilleure actrice pour  Between Love and Hate[19]
- 2006 : Critics' Choice Awards : Meilleure actrice pour Blue Swallow[20]
- 2007 : Grimae Awards : Meilleure actrice pour Lobbyist
- 2009 : Style Icon Awards : Special Award[21]
- 2009 : Blue Dragon Film Awards : Special Award[22]

### Nominations
- 2003 : Korean Film Awards : Meilleure actrice pour Singles[23]
- 2006 : Baeksang Arts Awards : Meilleure actrice pour Blue Swallow[24]
- 2006 : Grand Bell Awards : Meilleure actrice pour Blue Swallow[25]
- 2006 : Blue Dragon Film Awards : Meilleure actrice pour Between Love and Hate[26]
- 2007 : Baeksang Arts Awards : Meilleure actrice pour Between Love and Hate[27]
- 2007 : SBS Drama Awards : Meilleure actrice d'une série télévisée pour Lobbyist[28]